# 呼中区
呼中区是中国黑龙江省大兴安岭地区下辖的一个县级区，和隶属于国家林业局大兴安岭林业集团公司的呼中林业局，属于政企合一体制。呼中区位于大兴安岭伊勒呼里山的北部。

## 历史
呼中区在唐朝（630年）属平卢节度使，辽朝长寿元年（692年）属西各招讨司，金朝（1115年）属蒲与络万户府，元朝统三年（1215年）属萨哈尔家庭世袭封地，明朝永乐九年（1411年）属奴儿干都指挥使司出万山卫，清朝（1644年）属盛京总管辖，顺治十年（1653年）属宁古塔昂帮章京管辖，康熙二十二年（1683年）属黑龙江将军，后改属瑷珲副都统，库玛尔路协领直接管辖。民国三年（1914年），呼玛设治局改为呼玛丁等设治县。中华人民共和国建立后，1965年划归林业部大兴安岭特区，1968年4月成立呼中区革命委员会，1981年7月改称呼中区人民政府。

## 人口
根据(黑龙江省)2020年大兴安岭地区第七次全国人口普查主要数据公报显示：呼中区常住人口为16359人。

## 地理
呼中区位于大兴安岭伊勒呼里山北坡，北边与漠河市、塔河县相邻，南边与松岭区和内蒙古自治区鄂伦春自治旗相邻，东边与新林区相邻，西与内蒙古自治区根河市相邻。呼中区全境东西宽115千米，南北长125千米。总面积为7419.99平方千米（含自然保护区）。气候属大陆性季风气候，四季分明，光照充足，雨量充沛，寒冷湿润，年平均气温-4.3℃，平均降水量为497.7毫米。呼中区地处世界有色金属矿产德尔布干富矿带中部，2010年已探明有麦饭石、大理石、莹石、粘土、陶粒页岩、泥炭土、膨润土、铜、钼、铅、锌、铁、金、银等矿种。

2010年，呼中区森林覆盖率为89.3%，活立木蓄积3970万立方米，树种以兴安落叶松为主，还有落叶松、樟子松、白桦、杨柳、云杉等。山野果有都柿、红豆、山野菜、兴安灵芝、黄芪等600多种。食用菌有野生猴头蘑、桦树蘑、油蘑、黑木耳等。有马鹿、紫貂、獐子、花尾榛鸡、水獭、猞猁、棕熊等50多种野生动物和近百种飞禽。
2010年第六次全国人口普查时，全区总人口56935人，有12个民族，汉族占总人口的96.5%以上，还有蒙古族、回族、满族、达斡尔族、朝鲜族等少数民族。

## 经济
呼中区是政企合一的单位，呼中林业局是中国大型工业企业，木材生产居全国第二位。2014年，呼中区实现地区生产总值5.29亿元人民币，财政收入完成2904万元人民币，公共财政收入1563万元人民币，社会消费品零售总额实现1.48亿元人民币，城镇居民人均可支配收入7647元人民币。

## 旅游
呼中区旅游景观有呼中区国家级森林公园、呼中区国家级自然保护区、省级地质公园苍山石林、大白山、呼玛河源头漂流、水帘洞等。

## 行政区划
呼中区下辖4个镇：
呼中镇、碧水镇、呼源镇、宏伟镇和呼中林业局。